# Paradise SC
El Paradise SC es un equipo de fútbol de Barbados que milita en la Primera División de Barbados, la liga de fútbol más importante del país.

## Historia
Fue fundado en el año 1978 en la ciudad de Dover y cuenta con 4 títulos de Primera División y 5 títulos de Copa de Barbados y en 4 ocasiones ha sido finalista.
A nivel internacional ha participado en 2 torneos continentales, donde su mejor participación ha sido en la Copa de Campeones de la CONCACAF del año 1990, donde avanzó hasta la Segunda ronda.

## Palmarés
- Premier Division: 4

1989, 1996, 2001, 2003
- Barbados FA Cup: 6

1996, 1999, 2000, 2003, 2005, 2018
- - Finalista: 4

1990, 1997, 2006, 2009
- Copa Carib/Multi-Choice: 1

2000
- - Finalista: 2

1997, 1998

## Participación en competiciones de la CONCACAF
| Temporada | Torneo                           | Ronda          | Club                | Casa | Visita | Global     |
| --------- | -------------------------------- | -------------- | ------------------- | ---- | ------ | ---------- |
| 1990      | Copa de Campeones de la CONCACAF | 1              | Zenith              | 2-0  | 1-1    | 3-1        |
| 1990      | Copa de Campeones de la CONCACAF | 2              | SV Transvaal        | x1   | 0-2    | 0-2        |
| 2000      | Campeonato de Clubes de la CFU   | Fase de grupos | Roots Alley Ballers | 1-0  | 1-0    | 3.er lugar |
| 2000      | Campeonato de Clubes de la CFU   | Fase de grupos | Harbour View FC     | 0-1  | 0-1    | 3.er lugar |
| 2000      | Campeonato de Clubes de la CFU   | Fase de grupos | Violette AC         | 1-2  | 1-2    | 3.er lugar |

1- La serie se jugó a partido único.